# Anandamid
Anandamid, N-arahidonoil tanolamin ili AEA, je endogeni kanabinoidni neurotransmiter. Njega su izolovali i opisali češki analitički hemičar Lumír Ondrej Hanuš i američki molekularni farmakolog Vilijam Antoni Devan 1992. Ime je potiče od Sanskritske reči ananda, što znači blaženstvo, oduševljenje, i amid.
On se može sintetisati iz N-arahidonoil fosfatidiletanolamina na više načina. Njega prvenstveno degradira enzim , koji konvertuje anandamid u etanolamin i arahidonsku kiselinu. Usled toga, FAAH inhibitori dovode do povišenih nivoa anandamida i imaju terapeutsku primenu.

## Fiziološke funkcije
Efekti anandamida mogu da budu bilo centralni, u mozgu, ili periferni, u drugim delovima tela. Ti distinktni efekti su posredovani prvenstveno CB1 kanabinoidnim receptorima u centralnom nervnom sistemu, i CB2 kanabinoidnim receptorima na periferiji. Na periferiji anandamid uglavnom učestvuje u funkcijama imunskog sistema. Kanabinoidni receptori su originalno otkriveni na osnovu njihove senzitivnosti na Δ9-tetrahidrokanabinol (Δ9-THC), koji je psihoaktivni kanabinoid nađen u kanabisu. Otkriće anandamida potiče iz CB1 i CB2 istraživanja, kaja su delom bila zasnovana na stanovištu da mora da postoji prirodna (endogena) hemikalija koja se vezuje za te receptore.

## Spoljašnje veze
- Could anandamide be the missing link to "runner's high"? Accessed 2008-10-18